# フランシス・ルイス
フランシス・ルイス（英:Francis Lewis、1713年3月21日-1803年12月30日）は、現在のアメリカ合衆国ニューヨークの代表としてアメリカ独立宣言と連合規約に署名した一人である。

## 来歴
ルイスはウェールズのカーディフ市ランダフに生まれ、父は同名のフランシス・ルイス牧師で、その唯一の子供であったが、幼いときに孤児になった。その後間もなく叔母と叔父のところに行って生活した。スコットランドで教育を受け、イングランドのウェストミンスター・スクールに通った。ロンドンの商社に入社し、1734年にアメリカのニューヨーク植民地ホワイトストーンに移住した。1756年にイギリス商社の代理人として働いているときに、捕虜となって箱に入れられフランスに連れて行かれた。アメリカに戻ると政治の世界で活動を始めた。
ルイスは50人委員会委員（ルイスが入った時51人）、60人委員会委員およびニューヨーク植民地議会の議員となり、1775年には大陸会議代表に選ばれた。1776年にアメリカ独立宣言に署名し、1778年には連合規約に署名した。
ロングアイランドにあったルイスの資産はアメリカ独立戦争中にイギリス軍によって破壊された。
息子のモーガン・ルイスは独立戦争で軍隊に従軍し、後にニューヨーク州知事を含み多くの州の役職を経験した。

## 遺産
フランシス・ルイスの曾孫、マニング・リビングストンは南北戦争のゲティスバーグの戦いで戦死した。他にもアイダホ州にまで広がる多くの係累がいる。6代後の子孫にハリウッドの映画監督ウィリアム・A・ウェルマンがいる。
ニューヨーク市のクィーンズ区にあるフランシス・ルイス高校はルイスに因んで名付けられた。区のほぼ南北に伸びるフランシス・ルイス大通り（地元の者は「フラニー・ルー」と呼ぶ傾向がある）やブロンクス・ホワイトストーン端のクィーンズ側入り口下にあるフランシス・ルイス公園も同様である。